# Athyrium baoxingense
Athyrium baoxingense är en majbräkenväxtart som beskrevs av Ren-Chang Ching. Athyrium baoxingense ingår i släktet Athyrium och familjen Athyriaceae. Inga underarter finns listade.